# Georg Wiesner (Politiker)
Georg Wiesner (* 7. April 1884 in Forst; † 21. März 1931 in Görlitz) war ein deutscher Politiker und der neunte Oberbürgermeister der Stadt Görlitz.

## Leben
Wiesner wurde 1884 in Forst als Sohn eines Rektors geboren. In Forst besuchte er auch die Bürgerschule und anschließend das Realprogymnasium. Sein Abitur legte er am Friedrich-Wilhelm-Gymnasium in Cottbus ab und studierte anschließend Rechts- und Staatswissenschaften in Leipzig, Jena und Berlin. Sein Referendariat leistete er in Spremberg, Cottbus und Berlin ab. 1906 promovierte er in Erlangen. Nach dem abgeleisteten Militärdienst arbeitete er in der Hauptstadt bei juristischen Hilfsdiensten und heiratete die Kaufmannstochter Margarete Tannert. Aus der Ehe gingen zwei Söhne hervor.
Anschließend arbeitete Wiesner als Assessor in Breslau. Im Jahr 1913 wurde er zum Bürgermeister von Hirschberg im Riesengebirge berufen. 1917 wechselte er in das Amt des 1. Bürgermeisters in Unna. Weitere zehn Jahre später berief ihn Regierungspräsident Pöschel am 1. Oktober 1927 zum Oberbürgermeister der Stadt Görlitz. Er war Nachfolger von Georg Snay, unter dem er bereits einige Zeit das zweite Bürgermeisteramt innehatte. In Wiesners Amtszeit fällt die Zeit der Weltwirtschaftskrise und deren schwerwiegende Folgen für die städtische Bevölkerung. Während seiner Amtszeit wurde das Arbeitsamt auf der Gobbinstraße und das Carolus-Krankenhaus in Rauschwalde eröffnet. Weiterhin ließ Wiesner die historische Stadtmauer an der Peterskirche freilegen und erwarb den Vogtshof für die Stadt.
Er war Vorsitzender des Jugendherbergsverbandes und engagierte sich für den Bau von Unterkünften. Auf Grund seines musischen und kulturellen Interesses trat er 1925 dem Gesamtausschuss für das 19. Schlesische Musikfest bei.
Am 21. März 1931 starb er mit nur 47 Jahren an einer Grippe und Mittelohrentzündung. In der Weihnachtszeit des Vorjahres hatte er noch die Trauerrede am Grab seines Vorgängers gehalten.
Nach ihm benannt wurde der Georg-Wiesner-Park in der Görlitzer Ostvorstadt, dem heutigen Zgorzelec.